# The Devil Horse

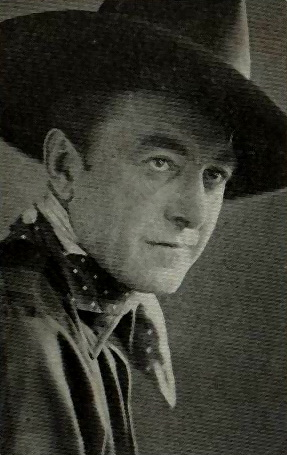
Harry Carey interpreta Bob Norton.

The Devil Horse (bra Cavalo Infernal) é um seriado estadunidense de 1932, gênero western, dirigido por Otto Brower, Yakima Canutt e  Richard Talmadge, em 12 capítulos, estrelado por Harry Carey, Noah Beery, Frankie Darro e Greta Granstedt. Foi produzido e distribuído pela Mascot Pictures, e veiculou nos cinemas estadunidenses a partir de 1 de novembro de 1932. O seriado é um remake do filme homônimo de 1926.

## Sinopse
Canfield, respeitado fazendeiro, está envolvido em corridas de cavalos e também chefia um bando de bandidos. Uns 10 anos antes, a quadrilha invadira uma cabana isolada, deixando órfão o menino Frankie, de 5 anos. O menino cresce sozinho, seus únicos amigos são os cavalos selvagens cavalos, que acabam unidos por El Diablo, um cavalo que Canfield roubara e perdera, ao matar o ranger Elliott Norton. Bob, irmão de Norton, aparece na região para encontrar os assassinos de seu irmão; ameaçado pelos bandidos, sua única chance pode ser conseguir a ajuda do menino selvagem.

## Elenco
- Harry Carey … Bob Norton/ Roberts
- Noah Beery … Canfield
- Frankie Darro … Menino Selvagem
- Greta Granstedt … Linda Weston
- Barrie O'Daniels … Lee Weston
- Edward Peil Sr. … Xerife
- Jack Mower … Mark Adams
- Al Bridge … Curley Bates
- Jack Byron … Jake
- J. Paul Jones … Matthew Boyd
- Carl R. Botefuhr … Frankie
- Lew Kelly … o pai do menino
- Yakima Canutt ... Slim
- Apache ... El Diablo/ The Devil Horse

## Capítulos
1. Untamed
2. Chasm of Death
3. Doom Riders
4. Vigilante Law
5. The Silent Call
6. Heart of the Mystery
7. Battle of the Strong
8. The Missing Witness
9. The Showdown
10. The Death Trap
11. Wild Loyalty
12. The Double Decoy

Fonte: